# FAB-100
FAB-100 (ryska: ФАБ-100) är en sovjetisk/rysk flygbomb. Det är den minsta flygbomben i bruk i Rysslands flygvapen och har tillverkats sedan 1962. Ukraina har använt bomben som stridsladdning på modifierade Tu-141-robotar. Den har även använts i Syriska inbördeskriget.

## Varianter
- FAB-100 – Minbomb med relativt tunnt skal.
- OFAB-100-120 – Splitterbomb med tjockare förfragmenterat skal.[4]
- ZAB-100-105 – Brandbomb[5]